# Francis Richards
Pour les articles homonymes, voir Richards.
 (septembre 2018).
 (septembre 2018).
Francis Richards (né en 1945) est nommé gouverneur et commandant-en-chef de Gibraltar en 2003 par la reine Élisabeth II. Il était précédemment directeur du QG des communications gouvernementales (GCHQ) à Cheltenham depuis 1998, son successeur, David Pepper, prenant le poste en avril 2003.
Son père, Brooks Richards, sert à Gibraltar dans le SOE pendant la Seconde Guerre mondiale.
Instruit au Collège d'Eton et de King's College, à Cambridge, Francis Richards est dans les Royal Green Jackets, servant avec la force des Nations unies à Chypre.
Après sa carrière dans l'armée, Francis Richards est dans le service diplomatique, servant à Moscou, à Vienne, à New Delhi et en Namibie et occupant un certain nombre de postes au ministère des Affaires étrangères britannique.